# Pontella vervoorti
Pontella vervoorti is een eenoogkreeftjessoort uit de familie van de Pontellidae. De wetenschappelijke naam van de soort is voor het eerst geldig gepubliceerd in 2003 door Mulyadi.